# Førde
Førde város Norvégiában, Vestland megyében. A város Sunnfjord község (járás) közigazgatási központja. Førde lakossága 10 697 fő (2024).
Sunnfjord község (járás) lakossága 22 450 fő (2024), területe 2068 km². Sunnfjord községben a székhelyen kívül Naustdal (1280 lakos), Sande (992 fő), Langhaugane (882 fő) és Skei (526 lakos) falu rendelkezik jelentősebb lakossággal. Sunnfjord község (kommune) 2020. január 1-vel jött létre a korábbi Førde, Naustdal, Gaular és Jølster községek összevonásával.

## Elhelyezkedése
A város a Førde fjord keleti végén helyezkedik el, a Jølstra folyó torkolatánál. A város a folyó mindkét partján elhelyezkedik. A belvárosi részen két híd is van. A fjordon keresztül hajóval el lehet jutni egészen a kb 40 km-re lévő tengerig.  Førde Norvégia második legnagyobb városától, Bergentől északra, légvonalban kb 121 km-re, közúton az E39-es számú főúton 173 km távolságra fekszik, míg északi irányban Ålesund az E39-es számú főúton 201 km távolságra található. Norvégia nyugati partvidékén fekvő Florø kisváros nyugati irányba, az Rv5-ös számú főúton, a Naustdal alagúton keresztül 56 km-re fekszik. 

## Története
A területet eredetileg a vikingek népesítették be a 8. században, és településük nyomai még ma is láthatók a különböző történelmi nevezetességek és régészeti leletek formájában. A 19. században Førde jelentős kereskedelmi állomássá vált, ahol az árukat a fjordokon keresztül és a szárazföld belsejébe szállították. A 20. század az iparosodást hozta, és Førde vidéki mezőgazdasági városból modern városi központtá vált.  1965. április 21-én született arról döntés, hogy Førde települést területi központtá fejlesztik. Az akkori Gerhardsen-kormánynak az volt a célja, hogy csökkentsék az elvándorlás mértékét vidékről a nagyvárosokba. Az országban összesen 9 helyszínt jelöltek ki, Førde egyike volt azoknak, amiket fejlesztettek. Førde lakossága 1951-ben még csak 3080 fő volt, 1980-ra 7086 főre növekedett. A város néhány évtized alatt épült ki, és a legnagyobb kereskedelmi és szolgáltató központtá vált a Bergen és Ålesund közötti területen.

## Gazdasági szerepe[8][9]
Førde városa a térség fontos kereskedelmi, ipari és közigazgatási központja. Vestland megyében összesen három területi közigazgatási központ van, Bergen és Leikanger mellett Førdeban található a harmadik.  A polgármesteri hivatal új épületét 2014-ben adták át.
A városban több alap- és középfokú oktatási intézmény van, továbbá a Nyugat Norvégia Alkalmazott Tudományok Egyetemének (Western Norway University of Applied Sciences) az egyik kampuszának is helyt ad a város. A központi kórház a térség elsőszámú egészségügyi intézménye és egyben munkáltatója.
A városközpont főútjának két oldalán található a két nagy pláza jellegű bevásárlóközpont, az Elvetorget és az Alti Førde. A Thon Partner Hotel Førde 3 csillagos, míg a Scandic Sunnfjord Hotel & Spa 4 csillagos szállodája a városnak. A település számos kávézóval és étteremmel is rendelkezik.
A Førdehuset a város kulturális központja, amely uszodának, könyvtárnak, mozinak és egy nagy sportcsarnoknak is otthont ad. A Sunnfjordparken activity park Vestland megye legnagyobb beltéri trambulin- és játszótere.
A város kulturális központként is nagy hagyományokkal rendelkezik, művészeti múzeummal büszkélkedhet, illetve 1990 óta minden év júliusában itt kerül megrendezésre Skandinávia legnagyobb népzenei fesztiválja (Førdefestivalen).
A város környéki hegyek túrázásra és hegymászásra is alkalmasak a kirándulók számára. A város mellett található a 30 métere magas Halbrendsfossen vízesés. A városközponttól kb 10 kilométerre található a 92 méter magas Huldefossen vízesés, ami Norvégia egyik legtöbbet fényképezett vízesése.

## Közlekedés
A várostól 15 km-re délre, Bringelandban 1986-ban épült Førde új repülőtere (IATA kód: FDE), ahonnan naponta többször indulnak belföldi járatok Osloba. A városból több irányba indulnak buszjáratok. Közúton Oslo 415 km. A helyi buszjáratokat a Skyss nevű cég üzmelteti.